# Eucereon leprota
Eucereon leprota är en fjärilsart som beskrevs av Druce 1905. Eucereon leprota ingår i släktet Eucereon och familjen björnspinnare. Inga underarter finns listade i Catalogue of Life.